# San Francisco Tetlanohcan
San Francisco Tetlanohcan est une ville de l'état mexicain de Tlaxcala, au pied du volcan volcan inactif La Malinche. San Francisco Tetlanohcan a une population de 10 000 habitants et est situé à environ 20 minutes à l'est de la capitale de l'État, Tlaxcala.